# Convento di San Nicola (Palombara Sabina)
Il convento di San Nicola si trova nel comune di Palombara Sabina, nella città metropolitana di Roma Capitale.
Il convento è sito nei dintorni della stazione di valle dell'ex funivia che portava al Monte Gennaro. È possibile raggiungere il convento sia a piedi (il percorso richiede circa venti minuti di buon passo, essendo tutto in salita) sia in auto, partendo dalla Via Maremmana, alla periferia di Palombara.
Vicino al convento, dopo una lunga serie di tornanti, un altro sentiero porta fino alla vetta di Monte Gennaro.
Del convento a tutt'oggi rimangono alcuni resti in stile romanico rurale. L'interno è ad un'unica navata e la torre campanaria è prospiciente la facciata.
Il convento era costruito su di una villa romana rustica, di cui rimangono dei resti in opus reticolatum presso un declivio.
La chiesa, in stile romanico, risulta essere più antica del convento, datata nell'altomedievale.
Un'antica leggenda palombarese narra che sotto il convento esisteva un tunnel sotterraneo che conduceva fin oltre il paese di Palombara, fino all'abbazia di San Giovanni in Argentella; non sono mai stati trovati elementi a supporto di quest'affascinante costruzione (quantomeno improbabile visto che in linea d'aria tra le due chiese passano diversi chilometri).
Dalla zona si può ammirare un suggestivo panorama della campagna romana settentrionale.